# Сычёв, Михаил Алексеевич
Михаи́л Алексе́евич Сычёв (6 ноября 1901, Москва — 14 октября 1949) — советский организатор кинопроизводства, политработник, управляющий фотокинобюро ПУРа «Красная Звезда» (1923—1925). Один из первых организаторов кинодела в Рабоче-крестьянской Красной армии.

## Биография
Родился в Москве, по происхождению из дворян. В 1919 году окончил 4-ю Московскую гимназию, в 1935 году — курсы при Военно-электротехнической академии РККА.
С мая 1919 года работал счетоводом подотдела карточной системы Московского совета рабочих и красноармейских депутатов. С августа 1919 года — в РККА, служил красноармейцем во 2-й Московской артиллерийской бригаде, затем — младшим делопроизводителем художественного отделения просветотдела ПУР РВСР. С октября 1919 года по август 1920 года — инструктор кинобюро клубного отделения просветотдела ПУРа. С августа 1920 года — состоящий для поручений при начальнике политпросветотдела ПУРа. В феврале 1921 года был откомандирован в распоряжение Уполномоченного РВСР по делам снабжения армии предметами и пособиями культпросветхарактера.
В 1922 году — заведующий киноскладом ПУРа. В 1923—1925 годах — управляющий фотокинобюро ПУРа, в 1923 году одновременно работал помощником начальника Учётно-распределительной части отдела снабжения ПУРа. С августа по сентябрь 1923 года руководил съёмками манёвров частей Московского военного округа (МВО) в Рязани.
Входил в состав инициативной группы по созданию Ассоциации революционной кинематографии (АРК) (1924), в июле 1925 года был назначен ответственным секретарём красноармейской секции АРК. Являлся членом Временного центрального совета Общества друзей советского кино (ОДСК) (1925), председателем военной секции ОДСК.
С марта 1926 года -—помощник управляющего, в 1926—1929 годах — начальник военного отдела Государственного военного кинофотопредприятия «Госвоенкино». Входил в состав Центральной комиссии по культшевству над Красной армией при ЦК Всерабис (1928). В 1930—1932 годах — начальник отдела, сектора по обслуживанию РККА «Союзкино».
В 1933—1934 годах — начальник фотокинорадиосектора ПУРа РККА. С января 1935 года — старший инструктор группы по кинорадиоснабжению 7 отделения ПУРа. В феврале 1938 года присвоено воинское звание интендант 1-го ранга. С  августа 1940 года —  начальник отделения по снабжению фотокинорадиомузыкальным имуществом отдела снабжения политпросветотдела Главного управления политической пропаганды (ГУПП) РККА. В 1942—1949 годах — старший инструктор отделения по экспедированию, старший инструктор по мобработе, старший инспектор по контролю отдела снабжения политпросветимуществом управления агитации и пропаганды Главного политического управления (ГПУ) РККА. В январе 1948 года присвоено воинское звание полковник интендантской службы.
Умер 14 октября 1949 года.

## Награды
- орден «Знак Почёта» (14 июня 1940[14], 7 февраля 1943[15])

- орден Красного Знамени (3 ноября 1944)[16]
- орден Ленина (21 февраля 1945)[17]
- медаль «За оборону Москвы» (1 мая 1944)[18]
- медаль «За победу над Германией в Великой Отечественной войне 1941–1945 гг.» (9 мая 1945)[19]